# Boczeń
Boczeń (Pleurochaete Lindb.) – rodzaj mchów należący do rodziny płoniwowatych (Pottiaceae Schimp.).

## Systematyka i nazewnictwo
Według The Plant List rodzaj Pleurochaete liczy 5 akceptowanych nazw gatunków oraz ich 5 synonimów.
Wykaz gatunków:
- Pleurochaete beccarii Venturi
- Pleurochaete ecuadoriensis Broth.
- Pleurochaete luteola (Besch.) Thér.
- Pleurochaete malacophylla (Müll. Hal.) Broth.
- Pleurochaete squarrosa (Brid.) Lindb. – boczeń nastroszony

## Ochrona
Przedstawiciel rodzaju boczeń nastroszony Pleurochaete squarrosa (Brid.) Lindb. jest od 2004 roku objęty w Polsce ochroną gatunkową, początkowo ścisłą, a od 2014 r. częściową.